# La Femme aux cigarettes blondes
Pour plus de détails, voir Fiche technique et Distribution.
La Femme aux cigarettes blondes (titre original : Trade Winds) est un film américain réalisé par Tay Garnett, sorti en 1938.

## Synopsis
La mondaine Kay Kerrigan est accusée d'avoir tué le millionnaire Thomas Bruhme II. Kay reproche à Bruhme d'être responsable du suicide de sa sœur, mais lorsqu'elle le confronte, il lui lance dédaigneusement une arme, mais elle lui tire rageusement dans l'estomac.
Les inspecteurs de police Ben Homer Blodgett et George Faulkner trouvent le corps, avec un coup de feu à l'arrière de la tête de Bruhme qui est le coup fatal. Après avoir trouvé son sac à main sur les lieux du meurtre, la police se lance sur la piste de Kay. Elle simule d'abord un accident de voiture, se jetant dans l'océan, puis prend des dispositions pour se rendre à Hawaï. Lorsqu'elle met en gage un bijou unique, le commissaire de police Blackton sait que Kay est vivante et met l'ancien détective Sam Wye sur l'affaire.
Kay, dont les cheveux sont teints en brun et qui voyage avec un passeport britannique sous le nom de Mary Holden, a pris un bateau pour les mers du Sud. Elle est suivie par Sam et sa secrétaire Jean Livingstone, un ancien amour qui veut également toucher la récompense de 100 000 dollars offerte par le père de Bruhme.
Sur un bateau naviguant vers Saigon, Sam rencontre enfin Kay, dont il tombe immédiatement amoureux. En cours de route, Homer et Jean font de même. Sam finit par déterminer que le véritable assassin est John Johnson, un mari jaloux dont la femme avait une liaison avec Bruhme. Kay est ainsi innocentée et peut épouser Sam.

## Fiche technique
- Titre : La Femme aux cigarettes blondes
- Titre original : Trade Winds
- Réalisation : Tay Garnett
- Scénario : Dorothy Parker, Alan Campbell et Frank R. Adams d'après une histoire de Tay Garnett
- Musique : Alfred Newman (non crédité)
- Photographie : Rudolph Maté
- Montage : Otho Lovering et Dorothy Spencer
- Direction artistique : Alexander Toluboff
- Costumes : Irene et Helen Taylor
- Production : Tay Garnett et Walter Wanger (producteur exécutif)
- Société de production : Walter Wanger Productions
- Société de distribution : United Artists
- Pays de production :  États-Unis
- Langue : anglais
- Format : Noir et blanc - Son : Mono
- Genre : Comédie
- Durée : 93 minutes
- Date de sortie : 
  - États-Unis : 28 décembre 1938

## Distribution
- Fredric March : Sam Wye
- Joan Bennett : Kay Kerrigan
- Ralph Bellamy : Ben Blodgett
- Ann Sothern : Jean Livingstone
- Sidney Blackmer : Thomas Bruhme II
- Thomas Mitchell : Commissioner Blackton
- Robert Elliott : Capitaine George Faulkiner
- Joyce Compton : Mme Johnson
- Richard Tucker : John Johnson
- Dorothy Comingore : Ann
- Marlo Dwyer : Judy
- Dorothy Tree (non créditée) : Clara